# Dơi muỗi nâu
Dơi muỗi nâu danh pháp hai phần: Pipistrellus coromandra) là một loài động vật có vú trong họ Dơi muỗi, bộ Dơi. Loài này được Gray mô tả năm 1838.